# Käbschütztal

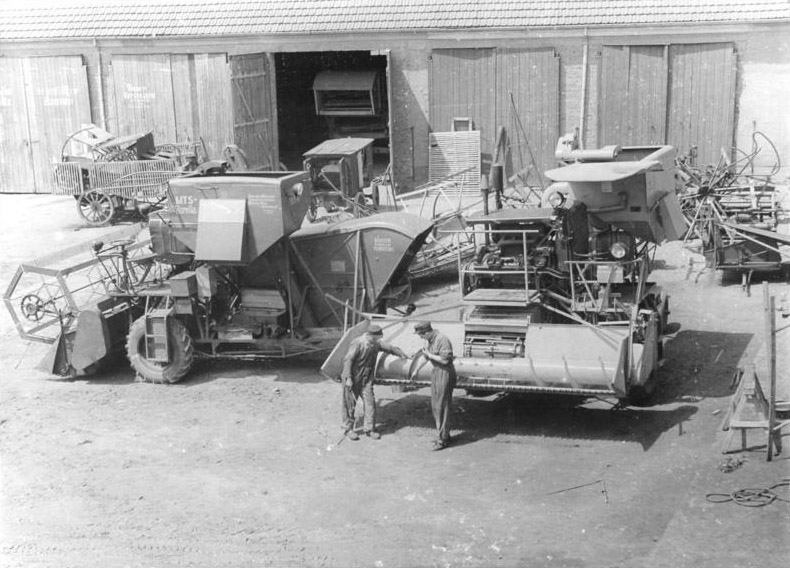
Erntemaschinen auf dem Hof der Maschinen-Traktoren-Station (MTS) Barnitz 1955

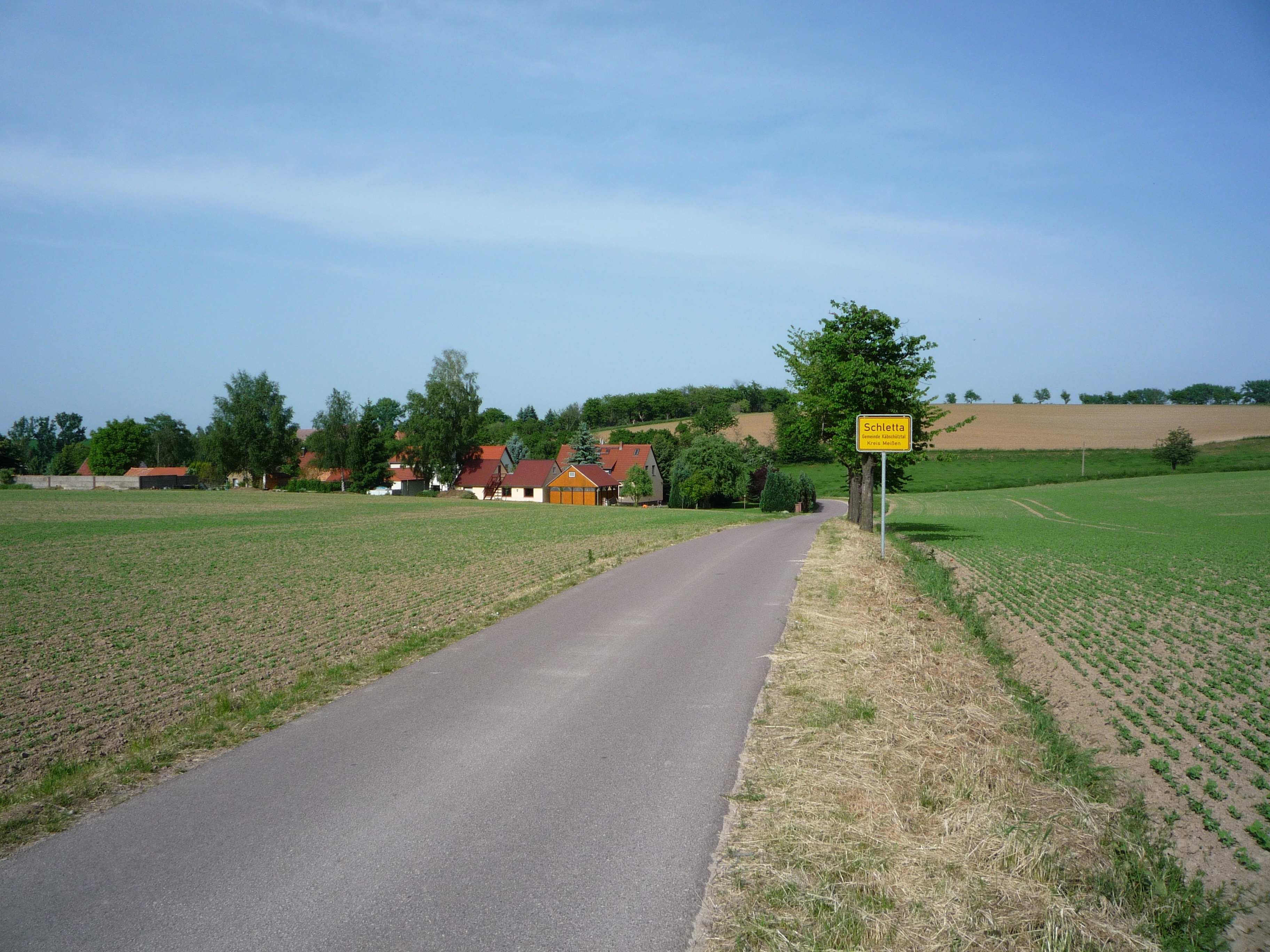
Westlicher Ortseingang vom OT Schletta

Käbschütztal ist eine Gemeinde im Zentrum Sachsens im Landkreis Meißen.

## Geographie und Verkehr
Die Gemeinde Käbschütztal liegt etwa 11 km südwestlich von Meißen. Die B 101 führt durch die Gemeinde. Die A 14 verläuft südlich der Gemeinde und ist über den Anschluss Nossen-Ost (ca. 8 km) erreichbar. Der Ort liegt oberhalb des Triebischtales und des Ketzerbachtales und gehört zum Meißner Hochland. Der Jahnabach und Käbschützbach durchqueren das Gemeindegebiet.

### Nachbargemeinden
Die angrenzenden Gemeinden sind Diera-Zehren und die Städte Nossen, Lommatzsch und Meißen sowie Klipphausen im Landkreis Meißen.
| Lommatzsch | Diera-Zehren                                | Diera-Zehren |
| Nossen     | Kompassrose, die auf Nachbargemeinden zeigt | Meißen       |
| Nossen     | Nossen                                      | Klipphausen  |

### Gemeindegliederung
| - Barnitz - Canitz - Deila - Gasern - Görna - Großkagen - Jesseritz - Käbschütz - Kaisitz - Kleinkagen - Kleinprausitz - Krögis - Leutewitz | - Löbschütz - Löthain - Luga - Mauna - Mehren - Mohlis - Neumohlis - Niederjahna - Niederstößwitz - Nimtitz - Nössige - Oberjahna - Pauschütz | - Planitz - Porschnitz - Priesa - Pröda - Schletta - Schönnewitz - Sieglitz - Soppen - Sornitz - Stroischen - Tronitz |

## Geschichte
Der Ortsteil Löthain wird im Jahr 1334 als Lethen erstmals urkundlich erwähnt. Der ursprüngliche altsorbische Ortsname (Lêtan oder Lêton als Lokator) wurde über die Jahrhunderte eingedeutscht und so entstand von 1378 Letan, über 1547 Lethan und 1665 Löthayn, dann der Ortsname Löthain.
Großkagens erste Erwähnung erfolgte im Jahr 1205 in der Gründungsurkunde des Augustiner-Chorherren-Klosters St. Afra in Meißen
Reliquos autem fructus quos habet de ipfis villis et de decem manfis...in utroque Kagan…,
ebenso wurde Niederjahna erstmals erwähnt.
1913 entstand Planitz-Deila aus Planitz und Deila, wohin 1935 Käbschütz, Leutewitz, Niederstößwitz und Sornitz eingemeindet werden. In die Landgemeinde Krögis wurden eingemeindet: 1924 Görtitz, Am 1. November 1935 Barnitz mit Meschwitz, Görna, Luga, Mauna, Nössige, Porschnitz mit Kleinprausitz, Schönnewitz und Soppen. Am 1. November 1935 wurde die Großgemeinde Kagen aus den Dörfern Großkagen, Kleinkagen, Kaisitz, Mohlis, Nimtitz, Priesa, Pröda und Tronitz gebildet. Im gleichen Jahr wurde Löthain um die Landgemeinde Canitz mit den Ortsteilen Pauschütz, Löbschütz, Mehren und Stroischen erweitert. Die Großgemeinde Jahna wurde 1935 aus den Dörfern Gasern, Jesseritz, Oberjahna, Schletta und Sieglitz gebildet. 1937 wurde der Ortsteil Niederjahna von Meißen zugeordnet, und das Vorwerk Korbitz nach Meißen umgegliedert.
Am 1. Januar 1969 wird die Gemeinde Kagen mit Jahna zu Jahna-Kagen vereinigt. Am 1. März 1974 wurden dann Jahna-Kagen mit Löthain zu Jahna-Löthain vereinigt. Die jetzige Großgemeinde Käbschütztal ist durch Zusammenschluss der ehemaligen Gemeinden Krögis, Jahna-Löthain und Planitz-Deila zum 1. Januar 1994 entstanden.

### Einwohnerentwicklung
Entwicklung der Einwohnerzahl (31. Dezember):
| Jahr | Einwohner |
| ---- | --------- |
| 1998 | 3134      |
| 1999 | 3118      |
| 2000 | 3071      |
| 2001 | 3067      |

| Jahr | Einwohner |
| ---- | --------- |
| 2002 | 3048      |
| 2003 | 3011      |
| 2004 | 3003      |
| 2007 | 2962      |

| Jahr | Einwohner |
| ---- | --------- |
| 2009 | 2871      |
| 2010 | 2879      |
| 2012 | 2752      |
| 2013 | 2784      |

## Politik

### Gemeinderat
- Linke: 1
- WVK: 3
- BfK: 4
- CDU: 1
- AfD: 3

Die AfD kann zwei Sitze nicht besetzen. Der Gemeinderat verkleinert sich entsprechend.
Seit der Gemeinderatswahl am 9. Juni 2024 verteilen sich die 13 Sitze des Gemeinderates folgendermaßen auf die einzelnen Gruppierungen:
- Bürger für Käbschütztal (BfK): 4 Sitze
- AfD: 3 Sitze (zwei Sitze bleiben mangels Kandidaten unbesetzt)
- Wählervereinigung Käbschütztal (WVK): 3 Sitze
- CDU: 1 Sitz
- Linke: 1 Sitz

| Wahlvorschlag                  | 2024  | 2024 | 2019  | 2019 | 2014   | 2014   |
| Wahlvorschlag                  | Sitze | in % | Sitze | in % | Sitze  | in %   |
| ------------------------------ | ----- | ---- | ----- | ---- | ------ | ------ |
| AfD                            | 3     | 36,9 | 2     | 20,3 | –      | –      |
| Bürger für Käbschütztal        | 4     | 31,7 | 4     | 28,0 | –      | –      |
| Wählervereinigung Käbschütztal | 3     | 17,6 | 3     | 20,0 | 3      | 27,1   |
| CDU                            | 1     | 6,9  | 3     | 24,3 | 5      | 29,0   |
| Linke                          | 1     | 6,9  | 1     | 7,5  | 1      | 9,0    |
| Bürger WV                      | –     | –    | –     | –    | 5      | 27,1   |
| Freie Wähler Ländl. WV         | –     | –    | –     | –    | 2      | 15,0   |
| Wahlbeteiligung                | 73,7  | 73,7 | 66,0  | 66,0 | 57,5 % | 57,5 % |

### Bürgermeister
Bürgermeister ist seit 2022 Frank Müller. Zuvor war seit 2001 Uwe Klingor Bürgermeister.
| Wahl | Bürgermeister     | Vorschlag | Wahlergebnis (in %) |
| ---- | ----------------- | --------- | ------------------- |
| 2022 | Frank Müller      | Müller    | 50,9                |
| 2015 | Uwe Klingor       | CDU       | 90,9                |
| 2008 | Uwe Klingor       | CDU       | 82,9                |
| 2001 | Uwe Klingor       | CDU       | 66,8                |
| 1994 | Dr. Annerose Horn | Horn      | 68,7                |

## Sehenswürdigkeiten
- Schaubergwerk Mehren (Ton- und Kaolinschacht Glückauf)
- Kirche Planitz
- Wasserschloss Sornitz (wurde im 16. Jahrhundert errichtet)

## Partnergemeinde
- Berglen, Baden-Württemberg: Die Ortspartnerschaft wurde 1993 mit Krögis abgeschlossen und nach dessen Eingemeindung 1994 auf die neue Gemeinde Käbschütztal übernommen.

## Persönlichkeiten
- Johann Samuel Arnhold (1766–1828), Porzellanmaler, geboren in Löthain
- Georg Erler (1850–1913), Historiker, geboren in Krögis
- Otto Steiger (1851–1935), Rittergutsbesitzer in Leutewitz und Politiker, MdL (Königreich Sachsen), geboren in Löthain
- Richard Schmidt (1871–1945), Politiker (SPD), Reichstagsabgeordneter, geboren in Krögis
- Ernst Seifert (1907–?), Politiker (FDGB) und Volkskammerabgeordneter, geboren in Löthain
- Harald Noack (* 1945), Politiker (CDU), Mitglied des Niedersächsischen Landtags, geboren in Krögis
- Matthias Donath (* 1975), Kunsthistoriker, Bauforscher und Autor